# Epipremnum giganteum
Epipremnum giganteum és una espècie de planta amb flors del gènere Epipremnum i de la família de les aràcies (Araceae).

## Descripció
Epipremnum giganteum és una espècie coneguda per les seves grans tiges i fulles. És un trepador d'arrels epífites. Utilitza les arrels per enfilar-se pel seu suport i pot arribar als 20 m d'alçada. La seva tija és gruixuda i pot arribar als 10 a 35 mm de diàmetre i està coberta de cicatrius foliars prominents al llarg de la seva longitud. Les fulles, disposades alternativament i amb pecíols, són simples i són de forma el·líptica i lanceolada amb una base cordada i un marge foliar ondulat de color groc, de 30-91 cm de llarg i 15-23 cm d'ample. Les fulles es caracteritzen per una textura coriàcia, fulles oblongues i una nervadura estriada prominent.
Se sap que la planta floreix regularment en comparació amb altres espècies d'Epipremnum. Les flors neixen sobre un espàdix solitari. Tant l'espata com l'espàdix poden arribar a fer 25 cm de llarg. L'espata és verda a la superfície exterior i groc a la superfície interior. Les llavors de color marró clar i són lleugerament corbades. El fruit és una baia de color verd clar que es torna vermell quan madura.

## Distribució i hàbitat
Epipremnum giganteum es distribueix a Myanmar, Cambodja, Vietnam, Tailàndia, Malàisia peninsular i Singapur.
En el seu hàbitat és un trepador i creix principalment al bioma tropical humit. Es troba a penya-segats de pedra calcària i marbre en boscos humits de terra baixa i boscos de turons a altituds de 90 a 170 m.

## Taxonomia
Epipremnum giganteum va ser descrita per Heinrich Wilhelm Schott i publicat a Bonplandia 5: 45, a l'any 1857.

## Etimologia
Epipremnum: nom genèric de dues paraules gregues ἐπί (damunt) i πρέμνον (soca).
giganteum: epítet llatí que significa "gegant", "gran".